# 김주영 (1988년)
김주영(한국 한자: 金周榮, 1988년 7월 9일 ~ )은 대한민국의 전직 축구 선수로 현역 시절 포지션은 센터백이었다.

## 클럽 경력

### 경남 FC
김주영은 연세대학교 입학 후 1학기 동안 그곳에서 축구를 하다가 오스트레일리아로 유학을 가게 되어 축구를 그만두게 되었다. 그러던 2008년 9월, 경남 FC 감독이던 조광래의 눈에 들어 입단 테스트를 보았고 조광래는 그를 경남 FC에 영입하기로 결심하였다. 이후 2009 K리그 드래프트에서 3순위로 경남에 지목되어 입단하게 되었다. 신인임에도 불구하고 김주영은 단숨에 경남의 주전 자리를 꿰찼고, 첫 시즌에 총 20경기에 출전하였다.
그는 이듬 해에도 주전으로 활약하며 경남의 챔피언십 진출에 큰 기여를 하였다. 2011 시즌에도 변함없이 좋은 모습을 보여줄 것이라는 기대를 했지만 국가대표 훈련 중 입은 부상으로 인하여 경기에 거의 출전하지 못하였고, 시즌 말에서야 복귀하여 4경기를 뛰었다. 이 와중에 상주 상무 피닉스와의 경기에서는 리그 데뷔 골을 터뜨리기도 하였다.
2012년 1월 수비수 보강을 추진하던 FC 서울의 러브콜을 받은 후 서울로의 이적을 추진하였다. 서울 측에서는 김주영의 바이아웃 금액에 해당하는 7억원을 경남에 제시하였으나 경남은 이를 받아들이지 않고 수원 삼성 블루윙즈와 협상을 진행하였다. 김주영 측은 이에 반발하며 본인의 트위터에 불만을 표출한 글을 작성하였고 이를 계기로 대중들에게도 사건이 알려지기 시작하였다. 김주영은 경남 측이 수원으로의 이적을 거부할 시 임의탈퇴 신분을 만들겠다고 협박하였다고 주장하며 서울로의 이적 의지를 강력하게 피력하였다.
 FC 서울은 한국프로축구연맹 측에 분쟁조정신청을 하였고, 경남 FC는 홈페이지를 통하여 임의탈퇴로 선수를 협박한 적이 없으며 선수에 대한 권리는 경남 측에 있다고 주장하며 맞서 이적 파문은 더욱 더 확산되었다. 분쟁조정신청을 받은 프로축구연맹은 서울과 수원, 경남의 상호 합의를 종용하였고, 세 구단들은 각자 한 발 씩 물러나 김주영이 서울로 이적하고 경남이 이재안과 현금 7억원을 받는 조건으로 협상을 최종적으로 매듭지었다. 한편 사태가 종결된 이후 프로축구연맹은 바이아웃 제도에 대한 룰을 신설하겠다고 밝혔다.

### FC 서울
2012년 1월 20일, FC 서울은 김주영의 영입을 공식적으로 발표하였다. 김주영은 1월 21일 서울의 괌 전지훈련을 시작으로 구단에 합류하였다. 비록 리그 개막전에서는 뛰지 못했지만 3월 18일 대전 시티즌을 상대로 열린 리그 3라운드 경기에서 후반 38분 교체 투입되어 서울에서의 데뷔전을 치렀다. 입단 첫해인 2012 시즌부터 주전을 꿰차며 리그에서만 33경기에 출장했고, 서울의 2012년 K리그 우승 멤버가 되었다. 김주영은 서울에서 주전으로서 활약을 이어갔고 리그 경기만을 기준으로 2013 시즌에는 31경기, 2014 시즌에는 29경기에 출장하였다. 2014 시즌에는 차두리와 함께 K리그 베스트 11 수비수 부문에 선정되기도 하였다.

### 중국 리그
이러한 활약을 바탕으로 김주영은 2014 시즌이 종료한 후 상하이 상강으로 이적하였다.
2017시즌을 앞두고 허베이 화샤 싱푸에 입단했다.
2017시즌 종료 후 허베이에서 퇴단했으며 이후 현역에서 은퇴했다.

## 국가대표팀 경력
2010년 9월 17일, 2010년 아시안 게임을 앞두고 23세 이하 대표 명단에 소집되었다. 11월 13일 팔레스타인 전에서 처음으로 출전하였다.
2010년 9월 7일 이란 축구 국가대표팀와의 평가전을 위한 대표팀에 처음으로 발탁되어 소집되었으며2011년 AFC 아시안컵을 앞두고 예비 엔트리에 뽑혔다. 그러나 훈련 중 무릎 부상을 당해 도중 낙마되었다. 2014년 브라질 월드컵을 앞두고 가진 브라질 전지 훈련 대표팀에 소집되어 2월 2일 미국 축구 국가대표팀 평가전에서 A매치에 데뷔했다.
2014년 12월 22일 발표된 2015 AFC 아시안컵에 출전하였다. 2015년 7월 20일 발표된 2015 동아시안컵 최종 명단에 포함되었다.
2017년 10월 7일 러시아와의 평가전에서 2번의 자책골을 기록하였다.

## 경력 통계

### 클럽
2014년 9월 4일 기준
| 클럽        | 시즌        | 리그 | 리그 | 리그 | FA컵 | FA컵 | 리그컵 | 리그컵 | 리그컵 | 대륙 | 대륙 | 통산 | 통산 | 통산 |
| 클럽        | 시즌        | 출장 | 득점 | 도움 | 출장 | 득점 | 출장   | 득점   | 도움   | 출장 | 득점 | 출장 | 득점 | 도움 |
| ----------- | ----------- | ---- | ---- | ---- | ---- | ---- | ------ | ------ | ------ | ---- | ---- | ---- | ---- | ---- |
| 경남 FC     | 2009        | 20   | 0    | 0    | 2    | 0    | 1      | 0      | 0      | N/A  | N/A  | 23   | 0    | 0    |
| 경남 FC     | 2010        | 24   | 0    | 0    | 2    | 0    | 6      | 0      | 0      | N/A  | N/A  | 32   | 0    | 0    |
| 경남 FC     | 2011        | 4    | 1    | 0    | 0    | 0    | -      | -      | -      | N/A  | N/A  | 4    | 1    | 0    |
| 경남 FC     | 경남 통산   | 48   | 1    | 0    | 4    | 0    | 7      | 0      | 0      | 0    | 0    | 59   | 1    | 0    |
| FC 서울     | 2012        | 33   | 0    | 0    | 1    | 0    | -      | -      | -      | N/A  | N/A  | 34   | 0    | 0    |
| FC 서울     | 2013        | 31   | 2    | 0    | 1    | 0    | -      | -      | -      | 13   | 0    | 45   | 2    | 0    |
| FC 서울     | 2014        | 20   | 1    | 0    | 3    | 0    | -      | -      | -      | 10   | 0    | 33   | 1    | 0    |
| FC 서울     | 서울 통산   | 84   | 3    | 0    | 5    | 0    | 0      | 0      | 0      | 23   | 0    | 112  | 3    | 0    |
| 커리어 통산 | 커리어 통산 | 132  | 4    | 0    | 9    | 0    | 7      | 0      | 0      | 23   | 0    | 171  | 4    | 0    |

## 수상
| 선수 클럽 FC 서울 K리그1 ● 우승 (1) : 2012 ● 3위 (1) : 2014 ● 4위 (1) : 2013 FA컵 ● 준우승 (1) : 2014 AFC 챔피언스리그 ● 준우승 (1) : 2013 ● 3위 (1) : 2014 상하이 상강 중국 슈퍼리그 ● 준우승 (1) : 2015 ● 3위 (1) : 2016 허베이 화샤 싱푸 중국 슈퍼리그 ● 4위 (1) : 2017 개인 2014년 K리그1 베스트 11 df 선정 |

## 참고 자료
- "기다려라 그라운드" 경남 김주영과의 '유쾌한 수다'